# Röset och Pusta
Röset och Pusta är av SCB avgränsad och namnsatt småort i Landvetters socken i Härryda kommun, före 2010 av SCB bemänmd Bårhult. Den omfattar bebyggelse i bostadsområdena Röset och Pusta belägna på norra sidan av Landvettersjön söder om 27/40, omkring fyra kilometer väster om orten Landvetter. Vid avgränsningen 2023 klassades området som en del av tätorten Landvetter.